# Корнтал-Минхинген
Корнтал-Минхинген (њем. Korntal-Münchingen) град је у њемачкој савезној држави Баден-Виртемберг. Једно је од 39 општинских средишта округа Лудвигсбург. Према процјени из 2010. у граду је живјело 18.542 становника. Посједује регионалну шифру (AGS) 8118080.

## Географски и демографски подаци
Корнтал-Минхинген се налази у савезној држави Баден-Виртемберг у округу Лудвигсбург. Град се налази на надморској висини од 304 метра. Површина општине износи 20,7 km². У самом граду је, према процјени из 2010. године, живјело 18.542 становника. Просјечна густина становништва износи 895 становника/km².